# Furcifer willsii
Furcifer willsii este o specie de cameleoni din genul Furcifer, familia Chamaeleonidae, descrisă de Günther 1890. A fost clasificată de IUCN ca specie cu risc scăzut. Conform Catalogue of Life specia Furcifer willsii nu are subspecii cunoscute.